# 도나토 라치아티

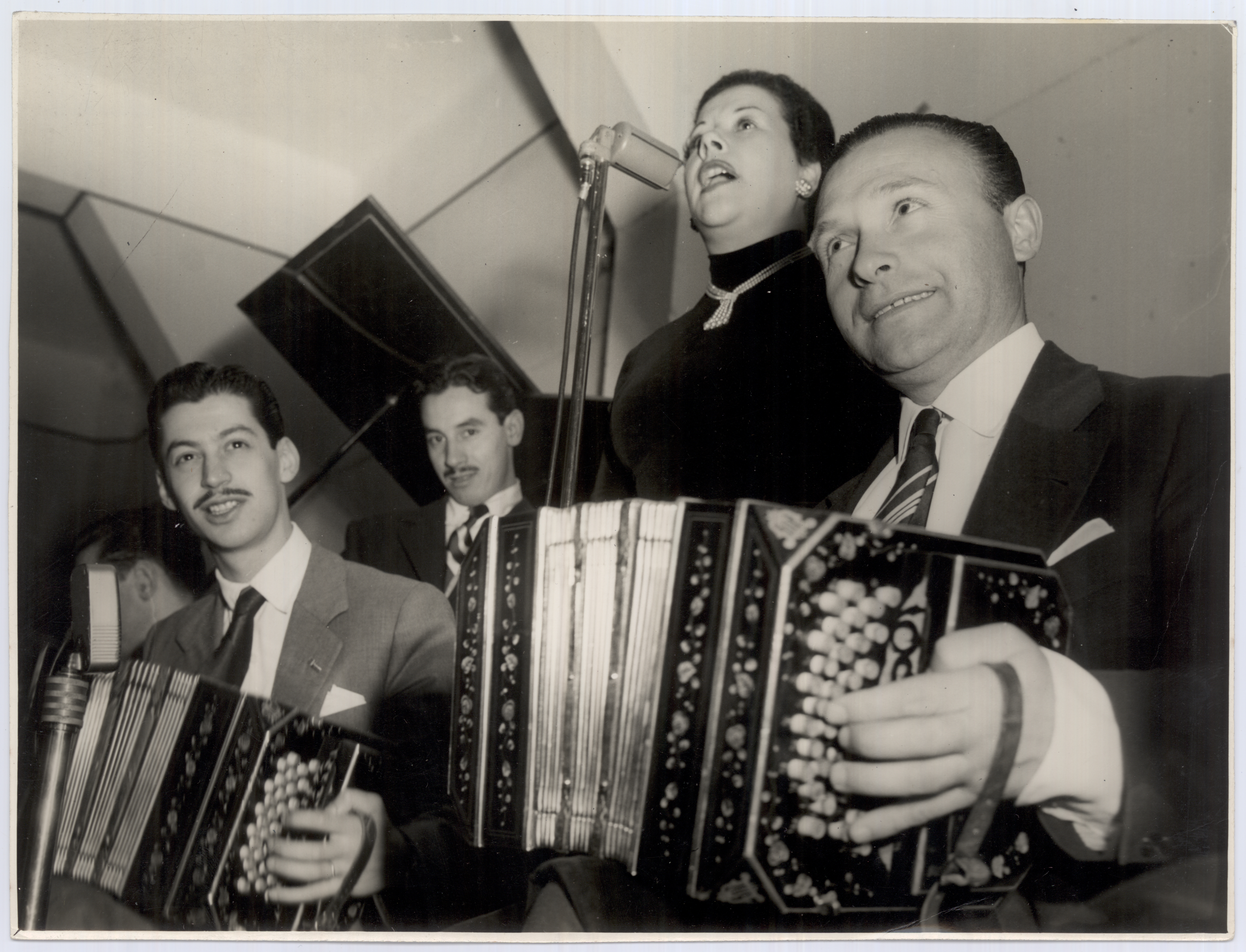
도나토 라치아티 (오른쪽)

도나토 라치아티(Donato Racciatti, 1918년 10월 18일 ~ 2000년 5월 27일)는 지휘자·작곡가·반도네온 주자이다. 1918년 10월 18일, 이탈리아에서 태어나서 어릴 때에 우루과이로 이주하였다. 1938년에 반도네온 주자로서 데뷔하여 1946년에 자기 악단을 조직하였다. 우루과이의 수도 몬테비데오의 라디오 프로에 출연하여 명성을 떨친 뒤 몬테비데오를 중심으로 활약하였다. 1959년에는 부에노스아이레스로 이주, 리듬이 뚜렷하고 상쾌한 연주로 초고의 인기를 획득하였다.또한 작품 면에서도 <아스타 시엔프레 아모르>를 작곡하여 크게 히트, 일약 유명해졌다.